# Plotiště nad Labem (železniční zastávka)
Plotiště nad Labem jsou železniční zastávka, která se nachází na severozápadním okraji Hradce Králové v místní části Plotiště nad Labem v okrese Hradec Králové v Královéhradeckém kraji. Zastávka leží na jednokolejné neelektrizované celostátní dráze Hradec Králové – Turnov.
V bezprostředním sousedství stanice se nachází průmyslový areál ČKD Hradec Králové a ve vzdálenosti asi jednoho kilometru od zastávky leží dálniční křižovatku Plotiště, kde se kříží dálnice D11 a D35.

## Přeprava
Na zastávce zastavují pravidelné vlaky osobní přepravy linky V50 (Hradec Králové – Turnov) kategorie osobní vlak (Os). Není zde k dispozici osobní pokladna ani automat na jízdenky. Cestující jsou odbaveni průvodčím ve vlaku.

## Přístupnost
Bezbariérový přístup není na nástupiště zastávky (dle ČSN 73 4959).